# Ujlaki Antal
Ujlaki Antal, 1881-ig Vorgang Náthán (Debrecen, 1867. április 24. – Szeged, 1921. október 7.) magyar író, újságíró. 1900 és 1921 között alapítója, s egyben felelős szerkesztője volt a Szegedi Friss Újságnak.

## Életpályája
Ujlaki (Vorgang) József (1841–1907) terménykereskedő és Kohn Fanny (1845–1925) fia. Pályáját nyomdászinasként kezdte  Debrecenben. 1888-tól Szegeden élt, előbb korrektor volt, majd a Szegedi Napló belső munkatársa. 1900-tól 1921-ig felelős szerkesztője volt a Szegedi Friss Újságnak, amelynek alapítója volt. Álnevei: Csipke, Uriel.
Házastársa Uprimny Gizella volt, Uprimny Lipót és Stern Júlia lánya, akit 1899. augusztus 27-én Budapesten, a Terézvárosban vett nőül.

„A szegedi újságírásnak ez a jellegzetes figurája nyomdászból lett újságíró, „újdondászként" többfelé - így pl. Debrecenben is - dolgozott. Igazi, mély műveltséget soha nem szerzett, íráskészsége sem volt különleges. De gyakorlatban megszerzett szakmai rutinja, szorgalma szinte predesztinálta arra, hogy az alacsony műveltségi szinten mozgó, populáris igények fölismerője és kielégítője legyen. A Szegedi Friss Újság politikai irányultsága így sohasem volt számára lényeges kérdés. A lap - mintája, a budapesti Friss Újság példáját követve - rövid, szenzációként tálalt igénytelen híranyagával hatott. Bevallott célja a tömegtájékoztatás volt...”

### Párbaja Gárdonyi Gézával
Bár a párbajozás akkor már büntetendő cselekmény volt, Ujlaki 1890-ben számára súlyos sérüléssel végződő párbajt vívott Gárdonyi Gézával, aki ebben az időszakban szintén Szegeden dolgozott újságíróként.

„A nézeteltérés szelíden indult. A Szegedi Napló 1890. július 16-i számában Gárdonyi megírta, hogy egy „Fortgang” néven is szereplő gyanús egyént a rendőrség letartóztatott. Ujlaki, akit azelőtt Vortgangnak hívtak, azt hitte, hogy barátja őt akarja pellengérre állítani. Mikor két ismerőse révén Gárdonyit felelősségre vonta, ő nem volt hajlandó semmiféle magyarázatot adni. Ezt Ujlaki sértésnek vette és párbajra hívta Gárdonyit. Erre a Hungária szállóban került sor. Az élő Gárdonyi című kötetben ezt olvashatjuk:
„1890. július 19-én délelőtt 10 órakor mérte össze a két jó barát ellenséges kardját. A kitűnő vívó Gárdonyi szembeállott a mérsékelt kardforgató ellenféllel. Ujlaki az első összecsapásnál a oldalán megsebesült, és sebe fájdalmától félrerándulva, Gárdonyi második vágása a vállperecét érte. Újlaki összerogyott. Közben a kardja bizonytalanul hadakozva a száján megsebezte a feléje kapó Magyar Endre mérnököt és megsértette a kardját leeresztő Gárdonyi kezét is.
A párbajt beszüntették.
Ujlakit hordágyon szállították kórházba (…) Négy napig a halál küszöbéről pillantgatott Szeged felé. Gárdonyi kardja átvágta a két vállcsontot, és lesikamlott a szívcsúcsig.
A harcias író másodszor már súlyosabb büntetést kapott: 1891. április 10-én egy hónapra vonult be az államfogházba (Ujlaki mindössze háromnapos elzárást kapott).”

## Művei
Több elbeszéléskötete, egy regénye, egy útirajza és két, Szegeddel foglalkozó helytörténeti munkája jelent meg.
- Csendélet (elbeszélések, Budapest, 1888)
- Gyógyíthatatlanok (regény, Szeged, 1891)
- Történetek a szürke világból (elbeszélések, 1893)
- Bibliás Emberek (karcolatok, 1897)
- A Bosporus partján (törökországi útirajzok, 1898)
- Tisza Lajos és Szeged (Szeged, 1910)
- Szeged a forradalomban és a nemzeti feltámadásban (Szeged, 1921)

## Emlékezete
Sírja a szegedi Református temetőben található.